# Bourecq
Bourecq ist eine französische Gemeinde mit 575 Einwohnern (Stand: 1. Januar 2022) im Département Pas-de-Calais in der Region Hauts-de-France. Sie gehört zum Arrondissement Béthune und zum Kanton Lillers.

## Geographie
Die Gemeinde Bourecq liegt am Ostrand des Artois an der Nave, etwa 14 Kilometer westnordwestlich von Béthune. Umgeben wird Bourecq von den Nachbargemeinden Norrent-Fontes im Nordwesten und Norden, Ham-en-Artois im Nordosten, Lillers im Osten und Südosten, Ecquedecques im Süden, Lespesses im Südwesten, Saint-Hilaire-Cottes im Westen sowie Norrent-Fontes im Nordwesten.

## Bevölkerungsentwicklung
| Jahr                       | 1962 | 1968 | 1975 | 1982 | 1990 | 1999 | 2006 | 2015 | 2022 |
| Einwohner                  | 578  | 565  | 607  | 556  | 560  | 517  | 518  | 604  | 575  |
| Quellen: Cassini und INSEE |      |      |      |      |      |      |      |      |      |

## Sehenswürdigkeiten
- Kirche Saint-Riquier, ursprünglich aus dem 12. Jahrhundert, heutiges Gebäude im Wesentlichen aus dem Jahr 1723
- Kapelle Notre-Dame-de-Bonne-Fin
- Reste der Burg Malannoy
- Manoir, befestigtes Herrenhaus aus dem 16. Jahrhundert

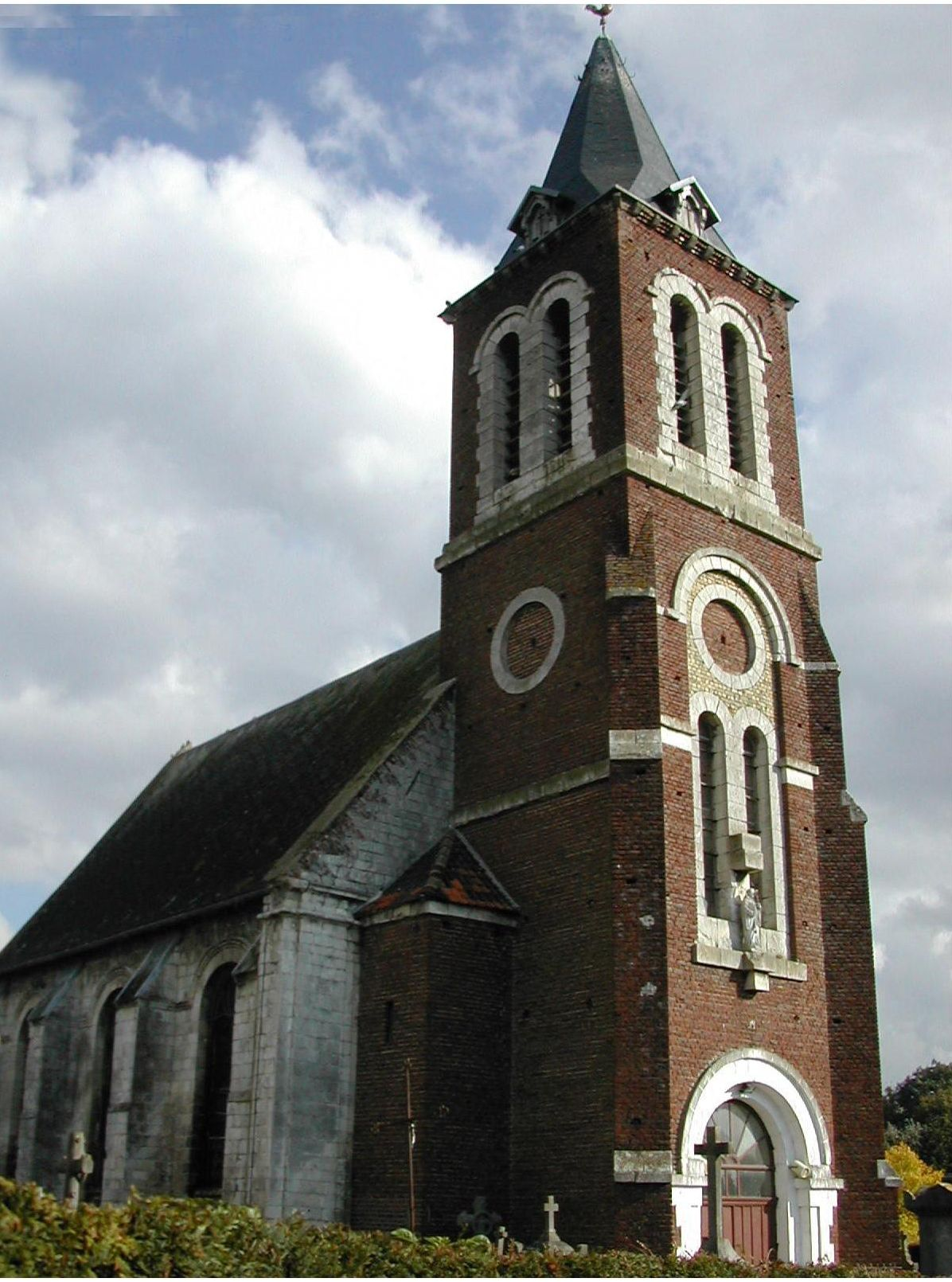
Kirche Saint-Riquier
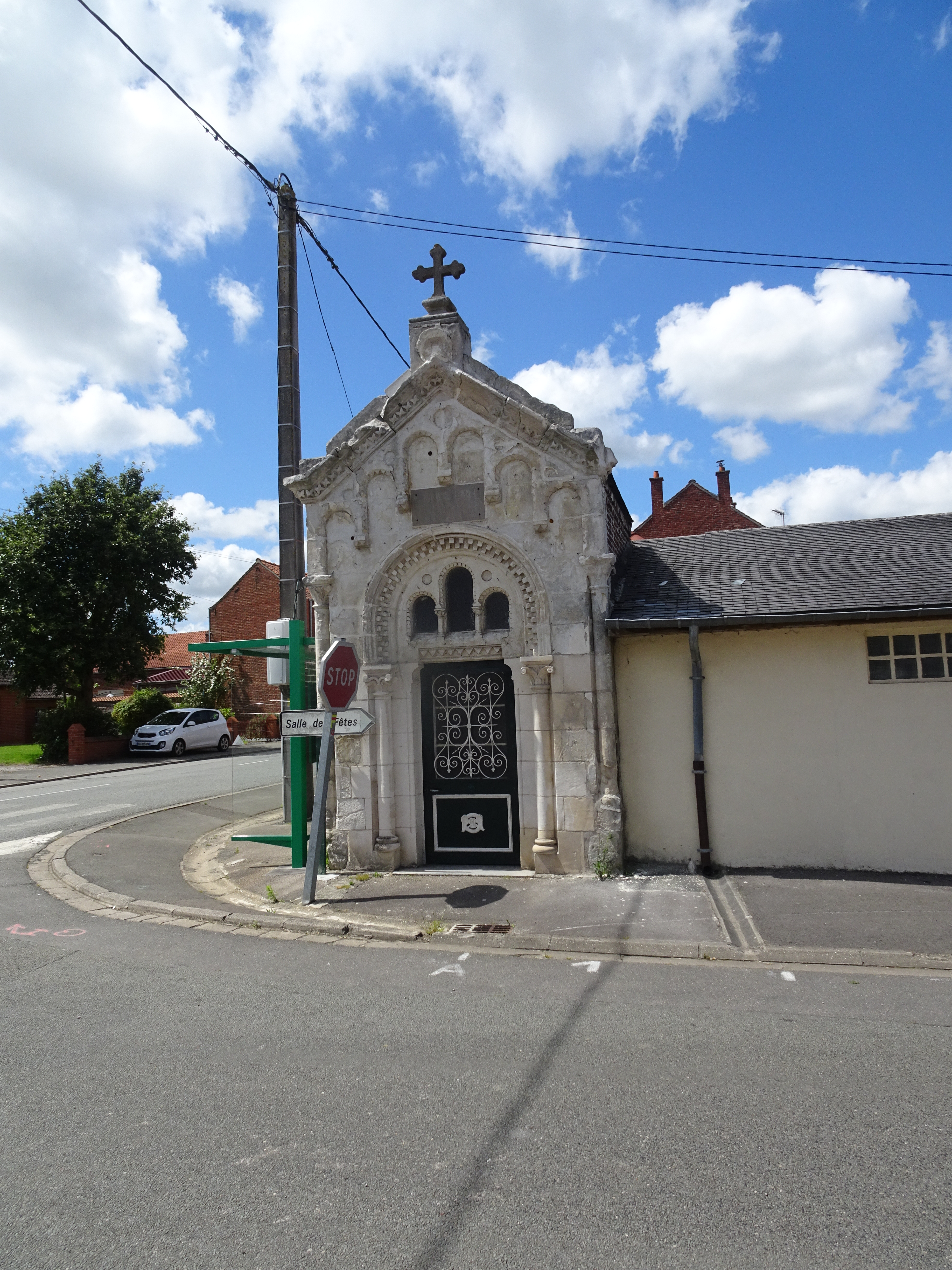
Kapelle Notre-Dame-de-Bonne-Fin
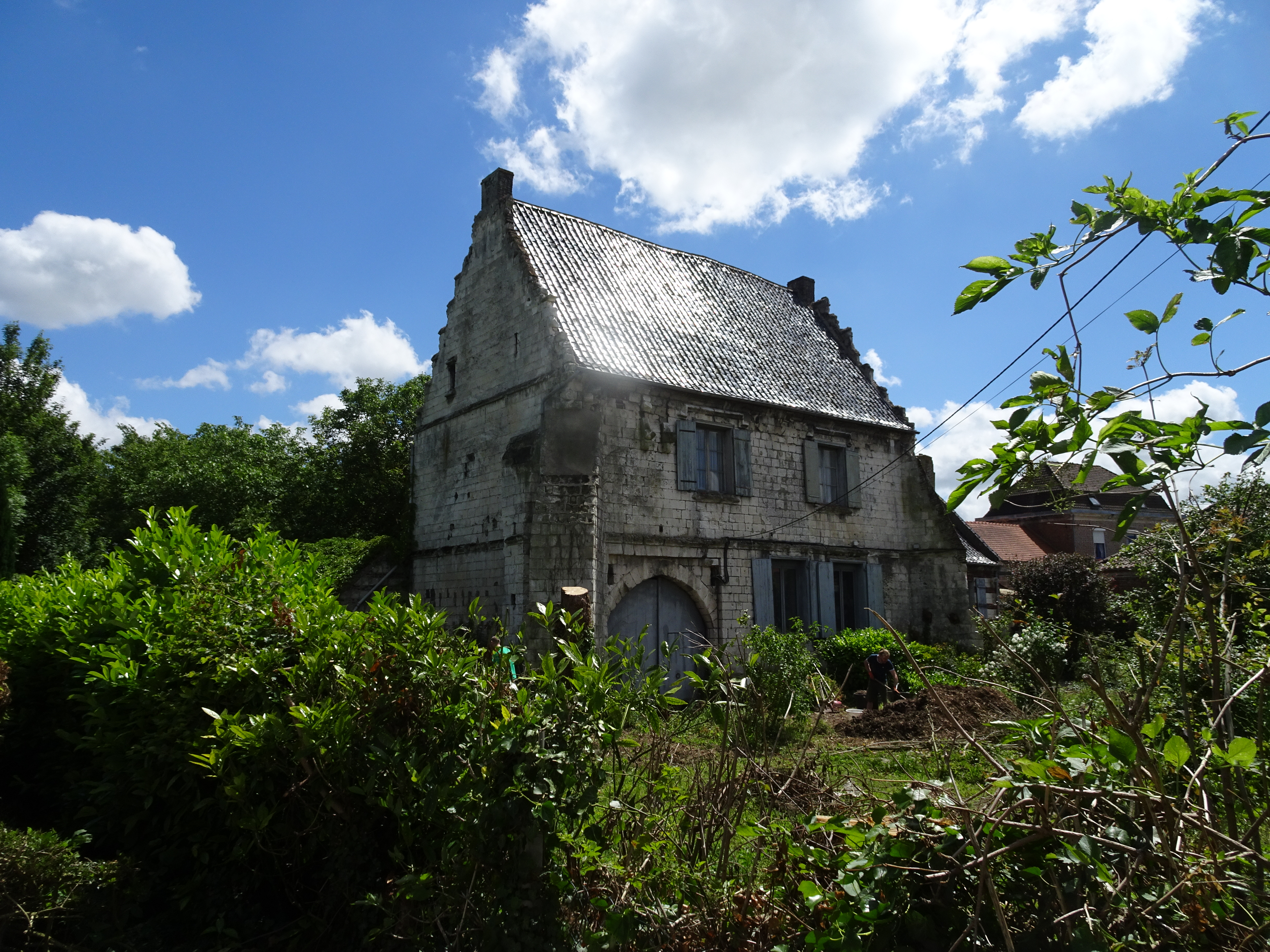
Manoir
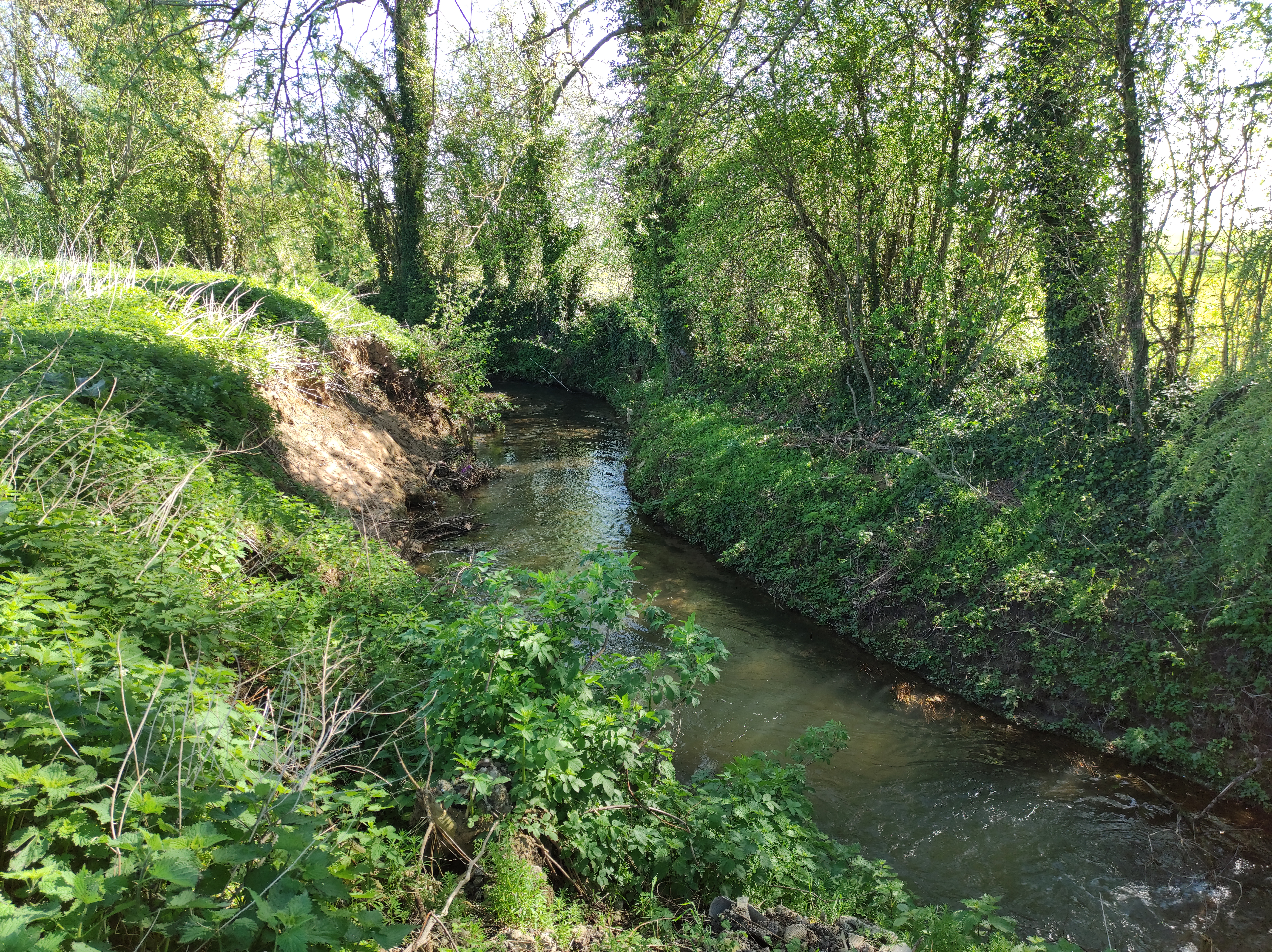
Die Nave in Bourecq
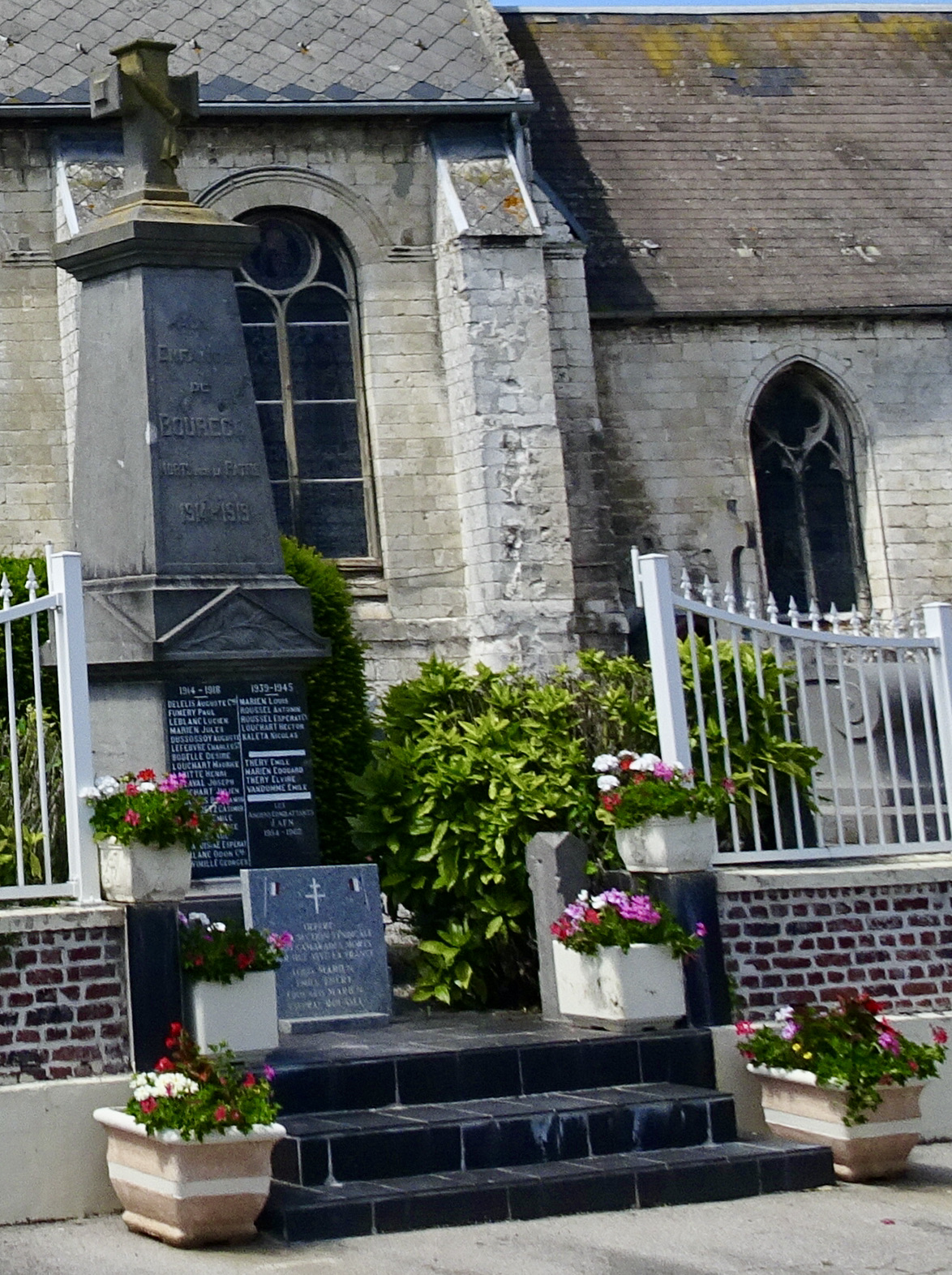
Gefallenendenkmal